# Большая Натальевка
Большая Натальевка — посёлок в Тисульском районе Кемеровской области. Входит в состав Комсомольского сельского поселения.

## География
Центральная часть населённого пункта расположена на высоте 405 метров над уровнем моря.

## Население
По данным Всероссийской переписи населения 2010 года, в посёлке Большая Натальевка проживает 136 человек (73 мужчины, 63 женщины).